# Gora Dideriha
Gora Dideriha (englische Transkription von russisch Гора Дидериха Gora Didericha) ist ein Nunatak in der antarktischen Ross Dependency. In den Churchill Mountains ragt er unmittelbar östlich des Stark Ridge auf.
Russische Wissenschaftler nahmen seine Benennung vor. Der weitere Benennungshintergrund ist nicht hinterlegt.